# Kelvin Davis
Kelvin Geoffrey Davis, född 29 september 1976, är en engelsk före detta fotbollsmålvakt. 
Davis föddes i Bedford och började sin karriär som ungdomsspelare i Luton Town 1991, en klubb han stannade i fram till 1999. Davis spelade därefter för Wimbledon, Ipswich Town och Sunderland innan han gick till Southampton 2006. Davis var lagkapten i Southampton från Michael Svensson lämnade klubben 2009 fram till 2012.